# Trzeci Oddech Kaczuchy
Trzeci Oddech Kaczuchy – zespół piosenki kabaretowej utworzony w styczniu 1981 w Olsztynie przez Andrzeja Janeczkę, Maję Piwońską i Zbigniewa Rojka.
Zespół powstał przy Wyższej Szkole Pedagogicznej (obecnie wydział Uniwersytetu Warmińsko-Mazurskiego), gdzie już wcześniej jego lider i autor piosenek Andrzej Janeczko działał na polu piosenki kabaretowej (występy solowe i w kabarecie „Ładne kwiatki” współtworzonym z satyrykiem Wiesławem Niderausem).
Zespół Trzeci Oddech Kaczuchy osiągnął sukces już kilka miesięcy po założeniu, gdy na XVIII Festiwalu Piosenki Studenckiej w Krakowie w 1981 roku zdobył nagrodę Grand Prix (przyznaną wyjątkowo przez jury po raz drugi w historii festiwalu), Nagrodę Dziennikarzy („za publicystyczne wartości tekstów”) oraz Nagrodę Gazety Krakowskiej. 
W czerwcu tego samego roku Andrzej Janeczko z zespołem zdobyli I Nagrodę („Karolinkę”) w Konkursie Interpretacji podczas XIX Krajowego Festiwalu Polskiej Piosenki w Opolu za interpretację Piosenki o okularnikach Agnieszki Osieckiej i Jarosława Abramowa i własnej piosenki Kombajnista. Transmitowany przez ogólnopolską telewizję Festiwal w Opolu przysporzył zespołowi dużą popularność, do czego dodatkowo przyczyniło się entuzjastyczne przyjęcie podczas festiwalowego Kabaretonu politycznej piosenki Wódz. 
Do wybuchu stanu wojennego zagrał bardzo dużą liczbę koncertów i szybko stał się jednym z najbardziej rozpoznawalnych zespołów studenckich. Od 1982 zespół występował bez Zbigniewa Rojka, który wraz z innymi artystami olsztyńskimi założył formację Kaczki z Nowej Paczki.
W dalszych latach Trzeci Oddech Kaczuchy zajął stałe miejsce w kręgach wykonawców piosenek studenckich i kabaretowych. Do zespołu czasowo dołączyła wówczas Halżka Sobczak. W 1984 roku zespół wystąpił jako gwiazda Festiwalu Piosenki Studenckiej w Krakowie. Na opolskim KFPP w 1984 Andrzej Janeczko otrzymał wyróżnienie w Kabaretonie za piosenkę Republika Rudych, która natychmiast została zdjęta przez cenzurę.
Swoimi programami i piosenkami zespół uderzał w ówczesny system komunistyczny. Piosenka Wódz powstała jako krytyka gierkowskiej "propagandy sukcesu", zachowała swoje uniwersalne przesłanie również w późniejszych czasach. Kombajnista pokazywał absurdy życia w socjalistycznej Polsce, Republika Rudych demaskowała zakłamanie rządów partii komunistycznej. Utwory Pytania syna poety i późniejsza Nie umieraj nam inteligencjo stawiały pytania o miejsce duchowych wartości w społeczeństwie.
Grupa współpracowała między innymi z Barbarą Wrzesińską, Andrzejem Zaorskim, Karolem Strasburgerem, Maciejem Damięckim, Andrzejem Kopiczyńskim i Romanem Kłosowskim. Przez dziesięć lat związana była z lubelskim Teatrem Maska.
W latach 90. zespół nagrał sześć recitali dla II programu TVP. Współpracował również z satyryczną audycją ZSYP Marcina Wolskiego w I programie PR i Parafonią kabaretu Długi.
Trzeci Oddech Kaczuchy w składzie Janeczko i Piwońska koncertują i grają do dziś, posiadają również swój kanał na YouTube, gdzie komentują piosenkami bieżące wydarzenia. Andrzej Janeczko skończył również grafikę artystyczną na Akademii Sztuk Pięknych w Łodzi.
Andrzej Janeczko i Maja Piwońska są małżeństwem. W końcu lat 80. XX w. osiedlili się we wsi Ługi k. Strykowa. W roku 2011 Andrzej Janeczko został wybrany jej sołtysem. P
2 czerwca 2017 roku TVP 2, a później także TVP Polonia, wyemitowała 55-minutowy recital „Trzeci Oddech Kaczuchy - to już 36 lat”. 
W roku 2017, w październiku, nakładem łódzkiego Domu Wydawniczego Księży Młyn na rynku ukazała się książka autobiograficzna autorstwa Andrzeja Janeczki zatytułowana „Trzeci Oddech Kaczuchy. O życiu i scenie”.
W czerwcu 2018 roku, Ogólnopolska Komisja Historyczna Ruchu Studenckiego przyznała Andrzejowi Janeczce Nagrodę Honorową im. Andrzeja Potoka za działalność w klubach i teatrach studenckich Olsztyna oraz radiach studenckich i kabaretach, za nieprzerwaną działalność kabaretu Trzeci Oddech Kaczuchy założonego w 1981 roku, opisaną w książce „Trzeci Oddech Kaczuchy. O życiu i scenie”, za przypominanie i utrwalanie wartości kultury studenckiej.
Na początku 2021 zespół obchodził 40-lecie działalności na scenie. Z tej okazji został odznaczony medalem „Zasłużony Kulturze Gloria Artis” oraz otrzymał nagrodę rocznicową SAWP, a także dał koncert w studiu koncertowym Radia Łódź im. H. Debicha, emitowany również w TVP Łódź.

## Ważniejsza dyskografia
- Wódz a za wodzem wierni
- O! Ojeju!
- The Best Trzeci Oddech Kaczuchy
- Życie jest